# Ducado de Ferentillo
O ducado de Ferentillo foi um pequeno feudo Italiano, encravado nos Estados Pontifícios que, em 1484, foi outorgado à família Cybo. Estabelecido inicialmente como um condado a sua elevação a ducado foi feita pelo Papa Paulo V (Camillo Borghese), em 1619.
O Governo da família Cibo e dos Cybo-Malaspina (ramo que lhe sucedeu), durou 246 anos e, em 1730, o duque Alderano I vendeu o título.

## História

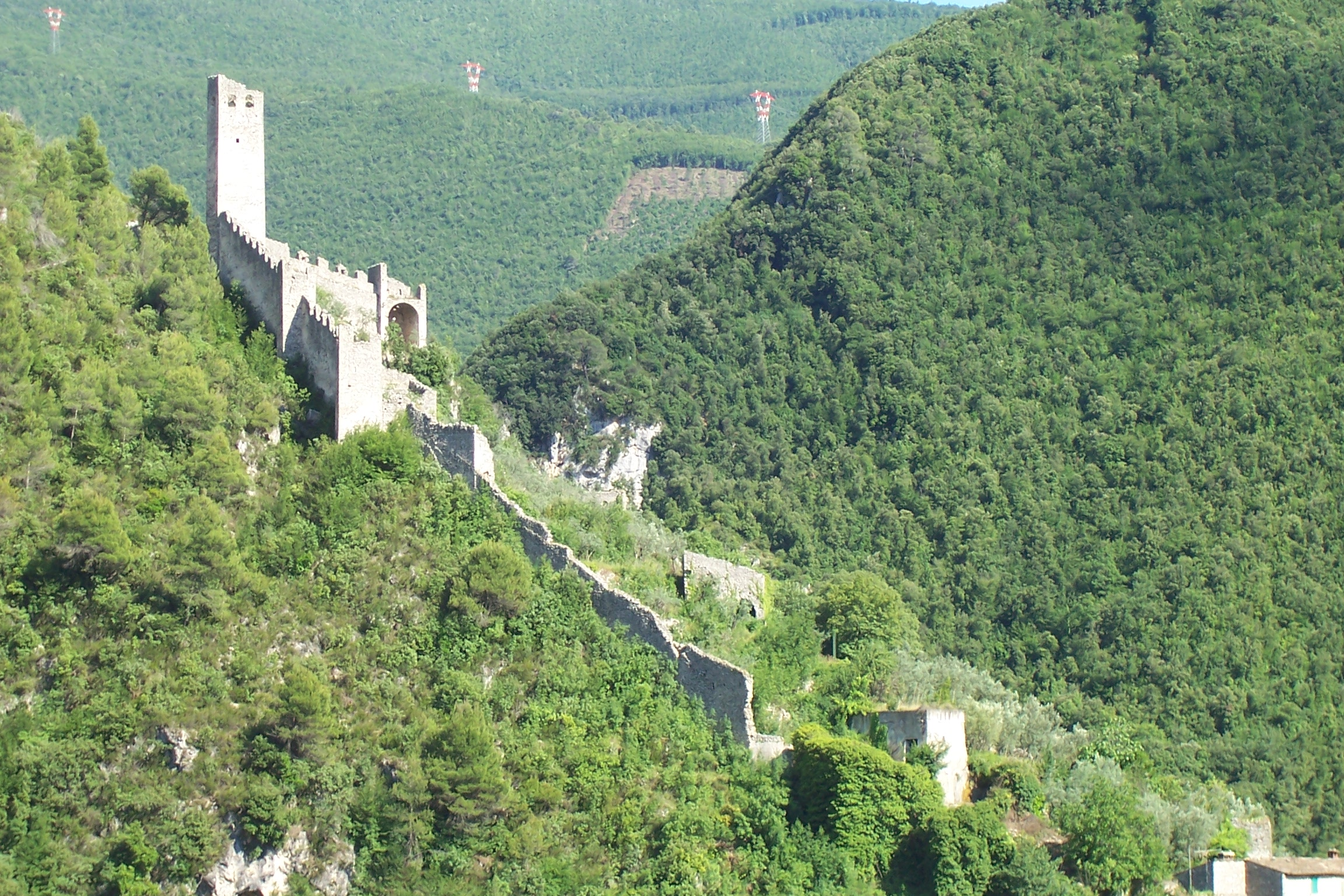
Ferentillo: a rocca (fortaleza) da cidade

Ferentillo, situado na zona montanhosa da Valnerina (vale do rio Nera), ao longo da antiga estrada que conduzia a Roma, foi um feudo da família Cibo que, desde 1484, era feudatária dos oito castelos que o compunham. 
Franceschetto Cibo (1450-1519), filho natural legitimado do Papa Inocêncio VIII, foi investido do território que administrou a partir de Roma, onde detinha vários cargos importantes, entre os quais o de Capitão-geral da Igreja.
A família Cibo (o Cybo) descendia de Júlio (Giulio), que emigrara da Grécia no ano de 580, e que se estabeleceu definitivamente em Gênova. Mas foi a eleição de Giovanni Battista Cibo para o trono papal em 1484, que elevou o nível da estirpe.
Franceschetto foi nomeado também governador da Abadia de San Pietro in Valle, em Ferentillo. Casou com Madalena de Médici, filha de Lourenço de Médici, o Magnifico, e irmã do Papa Leão X. Tendo sido o filho mais velho, Inocêncio, elevado ao cardinalato em 1513, foi o seu segundo filho Lourenço quem lhe sucedeu, após a sua morte em 1519, como conde de Ferentillo, vindo a casar com Ricarda Malaspina, marquesa de Massa e senhora de Carrara. A prole do casal inaugurará o ramo dos Cybo-Malaspina, que se extinguirá, também na linha feminina, em 1790 com a duquesa Maria Teresa.
Lourenço, famoso pelo seu retrato pintado por Parmigianino em 1524, sempre residiu longe do feudo, em Roma ou sobretudo na sua propriedade de Agnano, perto de Pisa, numa perpétua disputa acirrada com a sua esposa para assumir o controlo do governo dos seus estados de Massa e Carrara. Também o seu condado de Ferentillo (administrado por um vigário) quase é esquecido. O conde recorre ao seu feudo quando constitui o sumptuoso dote de sua irmã Catarina, que se casa com o Duque de Camerino, altura em que lança uma contribuição obrigatória em Ferentillo.
Após o trágico fim do seu irmão mais velho, Júlio, decapitado em Milão em 1548, com a morte do seu pai Lourenço no ano seguinte, o filho mais novo (embora tenha provavelmente nascido do adultério de Ricarda com o cardeal cunhado), Alberico I Cibo, tornou-se conde de Ferentillo. Em 1553 sucedeu também à mãe como marquês de Massa e Carrara, assumindo o apelido materno após o paterno e dando assim origem oficialmente à nova linhagem de Cybo-Malaspina. 
Homem capaz e dedicado à governação e ao desenvolvimento de Ferentillo, em 23 de julho de 1619, o Papa Paulo V acaba por elevar o condado a ducado e lhe conferir o título de duque de Ferentillo. Alberico I fez deste burgo uma autêntica entidade territorial autônoma dos Estados Pontifícios, defendendo-a da ambição dos governadores de Spoleto. Constrói novas igrejas e palácios, dotando o feudo, em 1573, de um estatuto próprio, o Statutum Status Ferentilli.
Alberico I morre em 1623, sucedendo-lhe cinco outros Cybo-Malaspina que se ocuparão pouco de Ferentillo. Em 1730, Alderano I, toma a decisão de vender o ducado, por 16.500 scudi d'oro, ao nobre Niccolò Benedetti, a que se seguiram os  Montevecchio di Fano: os seus herdeiros, ainda hoje, reclamam o título de duque de Ferentillo. O território que constitui o ducado foi anexado ao Reino da Sardenha em 1860 e Ferentillo foi entao transformado em município (comuna) na nova ordem do Reino de Italia.

## Lista de soberanos Cybo e Cybo-Malaspina de Ferentillo (1484-1730)[10]
1. Franceschetto Cybo, Conde (1484-1519)
casado com Madalena de Médici;
2. Lourenço Cybo, Conde (1519-1549)
casado com Ricarda Malaspina, marquesa de Massa e senhora de Carrara;
3. Alberico I Cybo-Malaspina, Conde (1549-1619) e Duque (1619-1623)
casado com (1) Isabel Della Rovere, (2) Isabel de Cápua;
4. Carlos I Cybo-Malaspina, Duque (1623-1662)
casado com Brígida Spinola;
5. Alberico II Cybo-Malaspina, Duque (1662-1690)
casado com Fulvia Pico della Mirandola;
6. Carlos II Cybo-Malaspina, Duque (1690-1710)
casado com Teresa Pamphili;
7. Alberico III Cybo-Malaspina, Duque (1710-1715)
casado com Nicoletta Clotilde Grillo;
8. Alderano I Cybo-Malaspina, Duque (1715-1730)
casado com Ricarda Gonzaga de Novelara
vende o feudo em 1730

## Notas

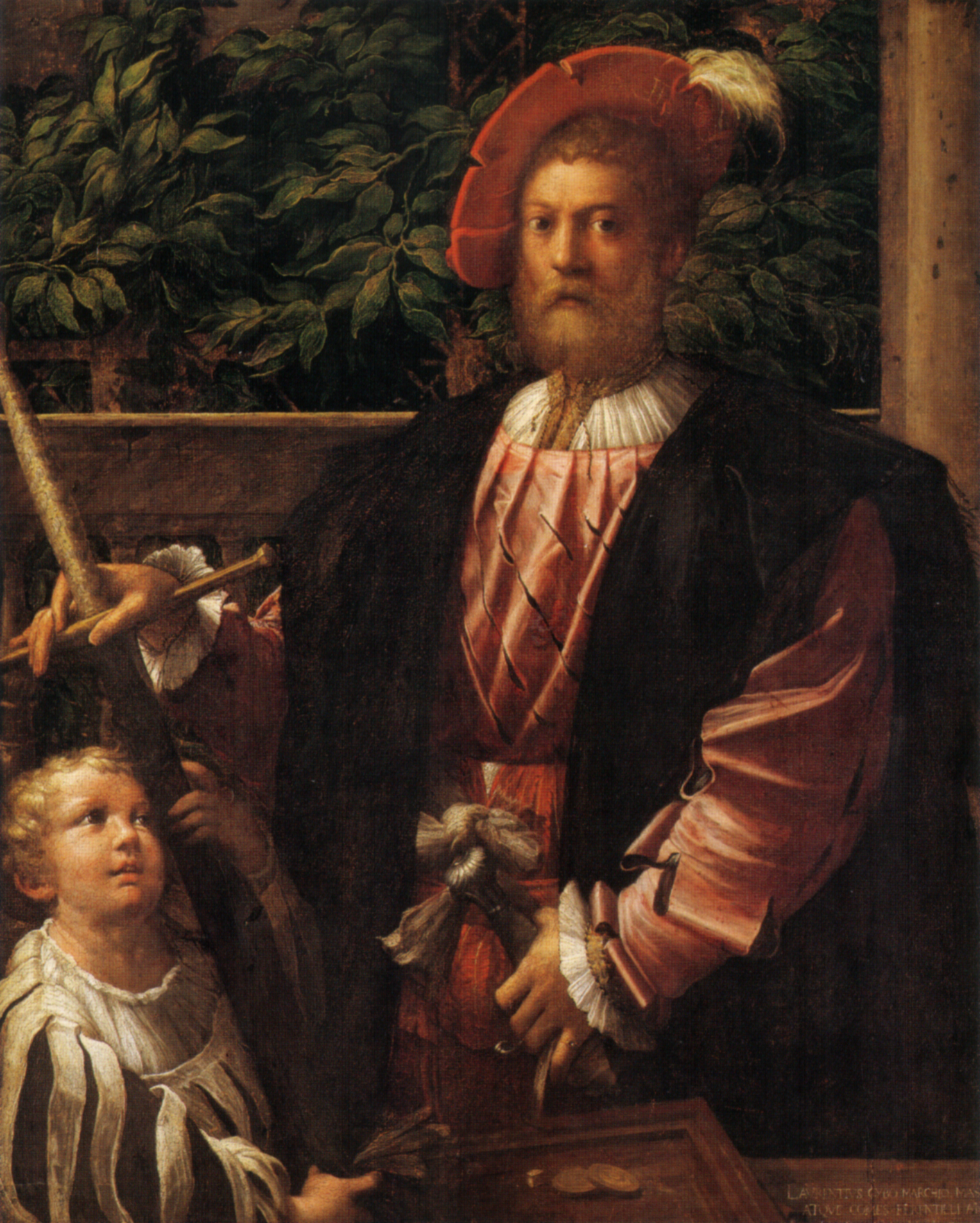
Lourenço Cybo (por Parmigianino)